# Alessio Pavone

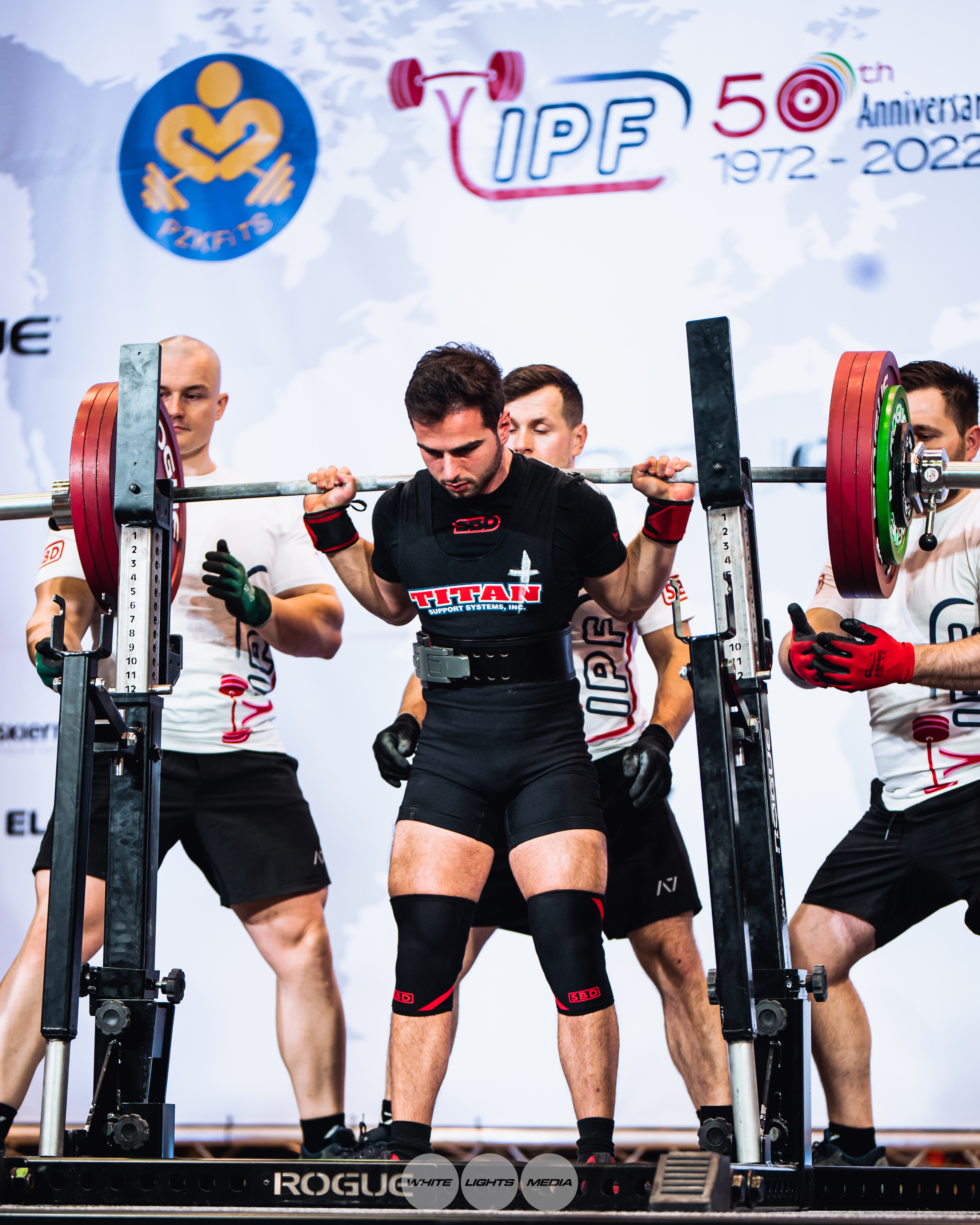
Pavone op de Europese kampioenschappen van 2022 in het Poolse Skierniewice.

Alessio Pavone (Genk, 6 februari 2002) is een Belgisch powerlifter, econoom en ondernemer.

## Levensloop
Pavone was tijdens zijn jeugd actief in het zwemmen en judo. Later werd hij actief in het fitness en in september 2020 begon hij met competitief powerliften als lid van Powermove te Leuven. Een maand later nam hij met deze club deel aan de 'Classic -66 Sub-Juniors' op de 'Corona Herstart 2020' van de Vlaamse Gewichtheffers en Powerlifting Federatie (VGPF), alwaar hij nieuw Vlaamse records vestigde voor die klasse. In augustus 2021 won hij zilver op het Vlaams Kampioenschap 2021 van de VGPF te Leuven in de categorie 'Klassiek -66 Junioren'.
In oktober 2021 won hij goud in de categorie 'Classic -66 Juniors' op de Belgische kampioenschappen te Florennes. Op datzelfde evenement plaatste hij een nieuw nationaal record met een squatlift van 181 kg. In 2022 heeft hij dit record naar 200 kg gebracht en zo ook het record van de open klasse verhoogd. 
Op het Europees Kampioenschap van 2022 in het Poolse Skierniewice behaalde hij twee medailles. Een zilveren medaille voor squat en een bronzen medaille voor bench press. Tijdens dit kampioenschap verbrak hij ook zijn eigen nationaal record squat en bracht deze naar 200 kg. Ook werd hij dat jaar Belgisch kampioen in de categorie -66 kg bij de junioren.
Sinds 2021 studeert hij Toegepaste Economische Wetenschappen aan de Universiteit van Hasselt. Daarnaast heeft hij als project een onderneming in voedingssupplementen opgericht, 'A-one Original'. Ook stelde hij zich in 2024 kandidaat bij de gemeenteraadsverkiezingen namens de N-VA te Genk. Waardoor hij verkozen is geweest en voor het eerst zetelt in de gemeenteraad van Genk.

## Persoonlijke records
| Onderdeel   | record   |
| ----------- | -------- |
| Squat       | 200 kg   |
| Bench press | 130 kg   |
| Deadlift    | 227,5 kg |
| Totaal      | 552,5 kg |
| GL points   | 86,13    |